# Автоарфа
Автоа́рфа (англ. autoharp) — струнный щипковый музыкальный инструмент, разновидность цитры. В отличие от цитры оснащён клавиатурой с готовыми аккордами — при нажатии на «аккордовую» клавишу брусок с демпферами глушит все струны, не входящие в избранный аккорд (используются преимущественно мажорное и минорное трезвучия, реже — септаккорды).
Исторически первый патент на дизайн музыкального инструмента с механизмом для заглушения определённых струн во время игры с названием «автоарфа» (англ. autoharp) получил житель Филадельфии немецкого происхождения Чарльз Циммерман в 1882 году. В отличие от более поздних автоарф, инструмент был симметричным по форме, и стержни с войлоком перемещались относительно струн в горизонтальном направлении, а не в вертикальном. Неизвестно, производил ли Циммерман когда-нибудь инструменты этого раннего дизайна для продажи.
Несколько позднее Карл Август Гюттер из Маркнойкирхена (Германия) создал модель, которую назвал фольксцитрой (нем. Volkszither — «народная цитра»), и именно она была наиболее похожей на современную автоарфу. Гюттер получил британский патент на свой инструмент около 1883—1884 годов. В 1885 году, после возвращения из поездки в Германию, Циммерман начал производство инструментов по дизайну Гюттера, но под собственным номером патента и под своим более броским названием. Этот инструмент стал очень популярен, и Циммермана часто считали его изобретателем.
Автоарфы принципиально различаются набором готовых аккордов — диатонических (диатоническая автоарфа) или хроматических (хроматическая автоарфа). В хроматической автоарфе, соответственно, требуется большее, чем у диатонической, количество струн.
У автоарфы отсутствует блок мелодических струн: мелодия компонуется из отдельных звуков аккордов, которые исполнитель извлекает более энергичным, чем аккомпанирующие звуки, щипком. Проходящие и вспомогательные звуки в мелодии (неаккордовые тоны) также заимствуются из аккордовых пресетов, при этом все остальные открытые струны аккорда аккуратно пропускаются.
Современные автоарфы снабжены звукоснимателем и оснащены гнездом для подключения звукоусилительной аппаратуры.
Инструмент особенно распространён в США у белых музыкантов, играющих и поющих в стиле кантри. Изредка используется у музыкантов, играющих в стиле фьюжн (например, Лайл Мэйс в ансамбле с Патом Метени).
Название «автоарфа» было зарегистрировано как торговая марка в 1926 году.